# ماركوس سينيسي
ماركوس سينيسي (بالإسبانية: Marcos Senesi)‏ (10 مايو 1997 بكونكورديا، انتري ريوس في الأرجنتين - ) هو لاعب كرة قدم أرجنتيني في مركز الدفاع. لعب مع نادي سان لورينزو.

## روابط خارجية
- ماركوس سينيسي على موقع الاتحاد الأوربي (الإنجليزية)
- ماركوس سينيسي على موقع إي إس بي إن إف سي (الإنجليزية)
- ماركوس سينيسي على موقع قاعدة بيانات كرة القدم.إي يو (الإنجليزية)
- ماركوس سينيسي على موقع ناشيونال فوتبول تيمز (الإنجليزية)
- ماركوس سينيسي على موقع Soccerbase.com (لاعب) (الإنجليزية)
- ماركوس سينيسي على موقع Soccerway.com (الإنجليزية)
- ماركوس سينيسي على موقع عالم كرة القدم.نت (الإنجليزية)
- ماركوس سينيسي على موقع AS.com (الإسبانية)